# روبرت شومان
روبرت شومان (به آلمانی: Robert Schumann)‏

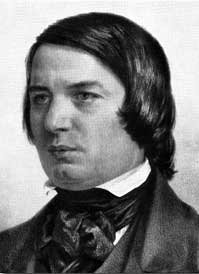
روبرت شومان

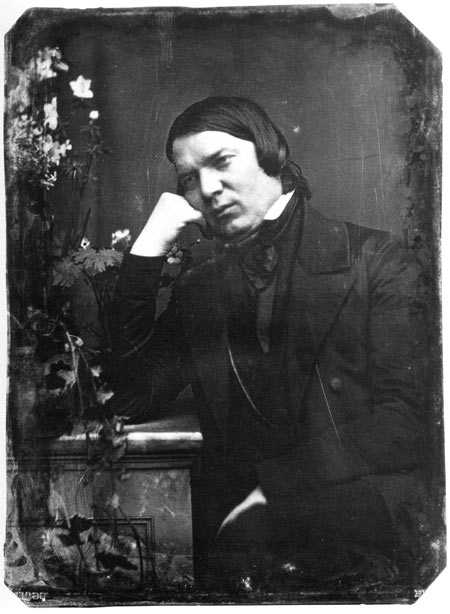
یک تصویر داگرئوتایپ از شومان (۱۸۵۰)

(۸ ژوئن ۱۸۱۰ – ۲۹ ژوئیهٔ ۱۸۵۶) آهنگساز و نوازندهٔ پیانو اهل آلمان در دورهٔ رمانتیک در نیمهٔ نخست سدهٔ نوزدهم بود.

## کودکی و نوجوانی
روبرت شومان در شهر تسویکاو، ایالت زاکسن، آلمان به دنیا آمد. وی فرزند پنجم و آخرین فرزند خانواده بود. شومان آهنگسازی را پیش از ۷سالگی شروع کرد، ولی دوران بچگی او به اندازهٔ موسیقی، صرف ادبیات هم شد؛ زیرا پدرش، آوگوست شومان، ناشر، رمان‌نویس، و کتاب‌فروش بود. روبرت علاقه‌مندی به ادبیات را از او به ارث برده بود.
روبرت در ۱۴سالگی یک مقاله دربارهٔ علم موسیقی و زیبایی‌های آن نوشت و آن را به کتابی که توسط پدرش ویرایش شده بود و چهرهٔ انسان‌های مشهور نام گرفته بود، اضافه کرد. در مدتی که در تسویکائو به مدرسه می‌رفت، آثار شاعران و فیلسوفان بزرگ آلمانی، ازجمله فریدریش شیلر، یوهان ولفگانگ فون گوته، لرد بایرون، و همچنین تراژدی‌نویسان یونانی را خواند. از دیدگاه شومان، قدرتمندترین و پایدارترین وحی ادبی، جین پاول بود که می‌توان تأثیراتش را در رمان‌هایی که شومان در دورهٔ جوانی نوشته بود مشاهده کرد.
علاقهٔ شومان به موسیقی در دوران کودکی، با دیدن نوازندگی ایگناتس مشه‌لس، که در کارلووی واری نوازندگی می‌کرد، شکوفا شد. پدر شومان، که ذوق و علاقهٔ پسرش به موسیقی را تشویق می‌کرد و به او دلگرمی می‌داد، در سال ۱۸۲۶ درگذشت. پس از درگذشت پدرش، مادر و قیّمش از ادامه تحصیل روبرت در رشتهٔ موسیقی استقبال نکردند و آیندهٔ او را پوچ خواندند. به همین دلیل، روبرت پس از ترک مدرسه در سال ۱۸۲۸ و پس از ملاقات با هاینریش هاینه در طول بازدیدی تفریحی از مونیخ به‌ناچار برای خشنودی مادر، به‌قصد تحصیل حقوق وارد دانشگاه لایپزیگ شد و در سال ۱۸۲۹ تحصیلاتش را در هایدلبرگ ادامه داد.

## سال‌های ۱۸۳۰ تا ۱۸۳۴
درطول فصل عید پاک (دوره‌ای ۵۰روزه که از عید پاک شروع می‌شود)، روبرت نوازندگی نیکولو پاگانینی را در فرانکفورت شنید. در ژوئیه، در نامه‌ای به مادرش نوشت: «تمام زندگی من در کشمکش میان نظم و نثر است، یا بهتر است بگوییم کشمکش میان حقوق و موسیقی». روبرت، پیش از کریسمس به لایپزیگ بازگشت و فراگیری پیانو را نزد استاد قدیمی‌اش، آقای فریدریش ویک آغاز کرد. استاد به روبرت اطمینان داد که نوازندهٔ موفقی خواهد شد.
دست راست روبرت در طول تمرین‌های پیانو زیر نظر آقای ویک، آسیب دائمی دید. استفادهٔ نادرست از ابزار تقویت انگشتان ضعیف، به انگشت چهارم دست راستش آسیب رساند؛ ولی برخی فکر می‌کردند که این آسیب یکی از تأثیرات سطحیِ داروی سیفلیس است. برخی دیگر فکر می‌کردند که روبرت برای آزادی بیشترِ انگشت چهارم اقدام به عمل جراحی برای جدا کردن تاندون‌های انگشت چهارم از سوم کرده‌است. به هر حال، دلیل اصلی صدمه هیچگاه مشخص نشد، ولی روبرت آرزوی نوازنده شدن را رها کرد و از آن به بعد، زندگی خود را وقف آهنگ‌سازی کرد. بعد از این واقعه، روبرت یک دورهٔ آموزشیِ تئوری موسیقی را زیر نظر هاینریش دورن، آهنگ‌ساز آلمانی، که رهبر گروه اپرای لایپزیگ بود، آغاز کرد و شش سال نزد وی بود. روبرت در این زمان تصمیم به ساخت یک اپرا از روی تراژدی هملت، اثر شکسپیر گرفت.

## زندگی
پدر وی کتاب‌فروش بود و او در کودکی به ادبیات علاقه‌مند شد و در ۱۵سالگی به امور ادبی پرداخت.
در سال ۱۸۲۸، برای آموختن حقوق به دانشگاه لایپزیگ رفت. او موسیقی را در ۲۰ سالگی آغاز کرد و برای آنکه نوازنده‌ای چیره‌دست شود، به تنهایی روی پیانو کار می‌کرد و برای تقویت انگشت چهارم دست راستش دستگاهی ابداع کرد که همین دستگاه باعث فلج شدن انگشتش شد. مدتی بعد، با کلارا ویک (که دختر استادش بود) ازدواج کرد. شومان در جوانی به نقد آثار موسیقی پرداخت و از ۱۸۳۴ تا ۱۰ سال، به انتشارِ مجله‌ای جدید ویژهٔ موسیقی پرداخت. در همین مجله بود که او دقت و توجه مردم را به آثار شوپن و برامس را جلب کرد. شومان از سال ۱۸۴۰ به آهنگ‌سازی مشغول شد و در ۱۸۴۳ به استادیِ هنرستان موسیقی (کنسرواتوار) لایپزیگ انتخاب شد. از سال ۱۸۵۳ به بعد، شومان سلامتی خود را از دست داد و اغلب بیمار بود و در اواخر عمر به بیماری روانی مبتلا شد و در بیمارستان روانی بستری بود تا آنکه در سال ۱۸۵۶ درگذشت.

## موسیقی شومان
فرهنگ ادبی شومان، حساسیت خارق‌العاده‌اش، و به‌نوعی بیماری‌اش، از او یک آهنگ‌ساز نمونه ساخت. اغلب، اندیشه‌های گوناگون را چون در یک بدیهه‌سرایی کنارِ هم می‌گذاشت، تمایلی به واریاسیون در آثارش دیده می‌شود.
چندان به تنظیم برای ارکستر نپرداخته‌است. بدیهه‌نوازی با پیانو محرک اصلی الهام او بود، و این نکته حتی در ساخته‌های سمفونیک و موسیقی مجلسی او نیز به چشم می‌خورَد.

## آثار اصلی
- اپرای گنوا
- حدود ۲۰ اثر برای کُر و ارکستر که از میان آن‌ها به بهشت و پری و یک رکوئیم به‌نام برای مینیون می‌توان اشاره کرد.
- ۴ سمفونی کامل و ۲ سمفونی ناقص
- یک کنسرتو ویولن
- یک کنسرتو پیانو
- یک کنسرتو برای ویولنسل
- یک کوئینتت
- ۲ کوارتت
- ۳ کوارتت زهی
- آثار بی‌شمار برای پیانو، ازجمله صحنه‌های کودکی و ۳ سونات
- ۲۶۰ لید
- تعداد زیادی دونوازی و تریو